# Sousmoulins
Sousmoulins est une commune du sud-ouest de la France, située dans le département de la Charente-Maritime, en région Nouvelle-Aquitaine.
Ses habitants sont appelés les Sousmoulinois et les Sousmoulinoises.

## Géographie

### Localisation et accès
Sousmoulins est une commune du sud de la Charente-Maritime. Elle se situe à 30 km de l'estuaire de la Gironde et à 80 km de l'océan Atlantique (Royan).
Une grande métropole régionale (Bordeaux) et deux villes importantes de la région (Angoulême et Saintes) sont facilement accessibles et toutes situées à environ 60 km de la commune.

### Communes limitrophes
| Pommiers  | Moulons     | Mérignac |
| Montendre | Sousmoulins | Le Pin   |
| Jussas    | Polignac    | Chatenet |

### Relief et végétation
Le territoire communal présente des paysages variés : vallées et coteaux cultivés (céréales et vignes) au nord, et collines plus ou moins boisées (feuillus et résineux) au sud.
Bien qu'en régression, la viticulture occupe toujours une place importante pour produire le cognac, le pineau des Charentes, ou encore le vin de pays charentais.

## Urbanisme

### Typologie
Au 1er janvier 2024, Sousmoulins est catégorisée commune rurale à habitat très dispersé, selon la nouvelle grille communale de densité à 7 niveaux définie par l'Insee en 2022.
Elle est située hors unité urbaine et hors attraction des villes,.

### Occupation des sols
L'occupation des sols de la commune, telle qu'elle ressort de la base de données européenne d’occupation biophysique des sols Corine Land Cover (CLC), est marquée par l'importance des territoires agricoles (92,6 % en 2018), en augmentation par rapport à 1990 (87,6 %). La répartition détaillée en 2018 est la suivante : 
terres arables (60,3 %), zones agricoles hétérogènes (32,3 %), forêts (7,4 %). L'évolution de l’occupation des sols de la commune et de ses infrastructures peut être observée sur les différentes représentations cartographiques du territoire : la carte de Cassini (XVIIIe siècle), la carte d'état-major (1820-1866) et les cartes ou photos aériennes de l'IGN pour la période actuelle (1950 à aujourd'hui).

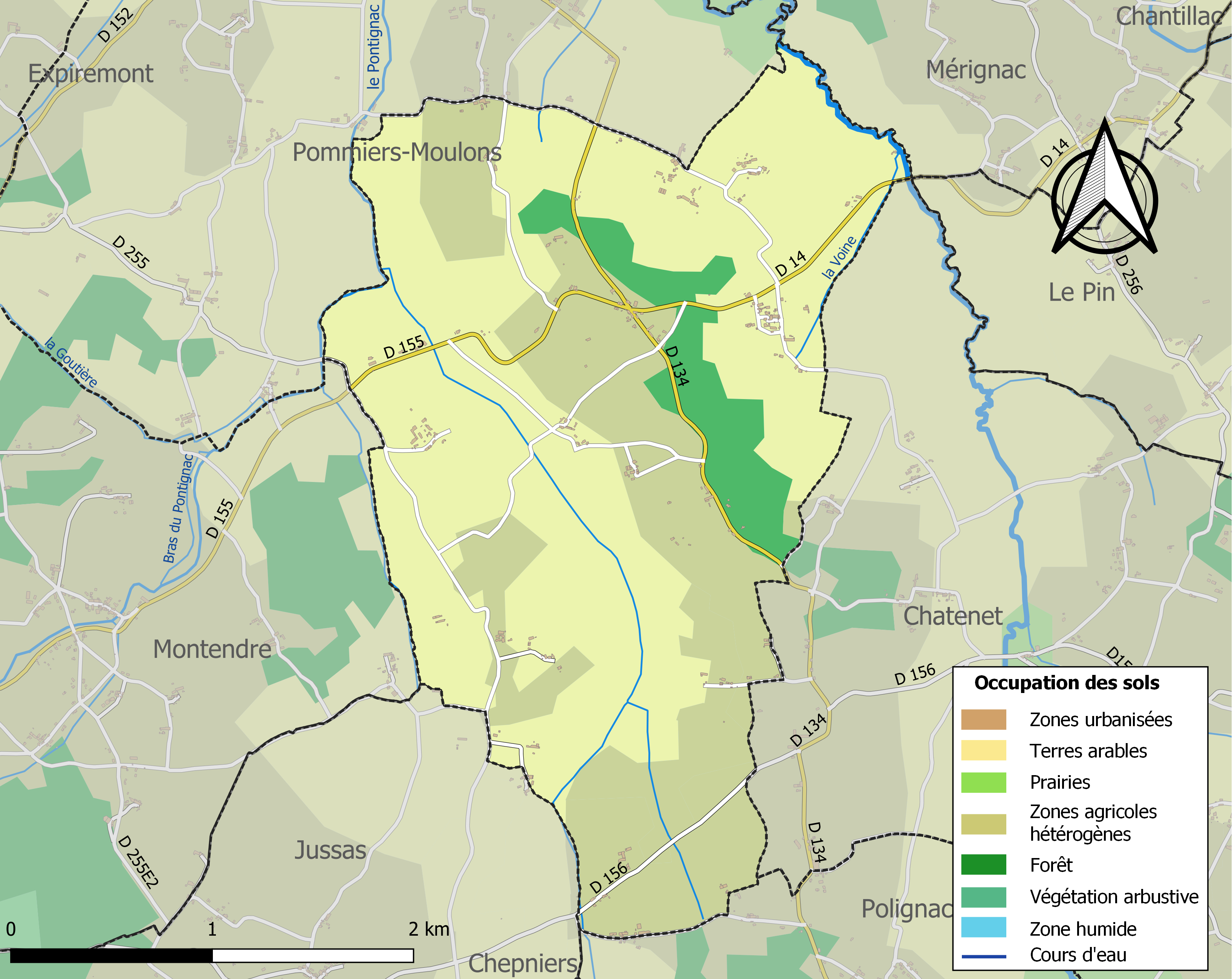
Carte des infrastructures et de l'occupation des sols de la commune en 2018 (CLC).

### Risques majeurs
Le territoire de la commune de Sousmoulins est vulnérable à différents aléas naturels : météorologiques (tempête, orage, neige, grand froid, canicule ou sécheresse), inondations, mouvements de terrains et séisme (sismicité faible). Il est également exposé à un risque technologique,  le transport de matières dangereuses. Un site publié par le BRGM permet d'évaluer simplement et rapidement les risques d'un bien localisé soit par son adresse soit par le numéro de sa parcelle.

#### Risques naturels
Certaines parties du territoire communal sont susceptibles d’être affectées par le risque d’inondation par débordement de cours d'eau, notamment la Seugne. La commune a été reconnue en état de catastrophe naturelle au titre des dommages causés par les inondations et coulées de boue survenues en 1982, 1999 et 2010,.

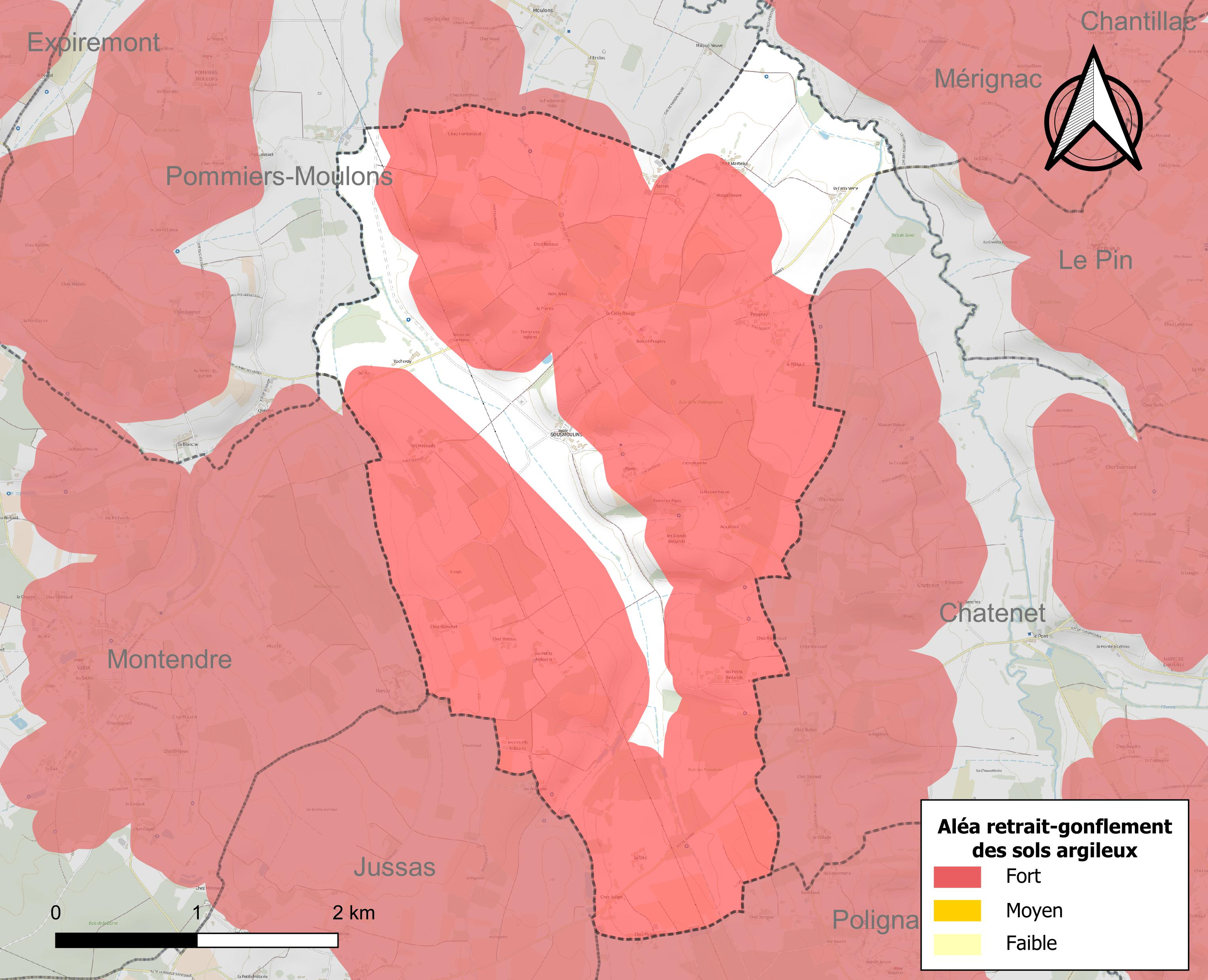
Carte des zones d'aléa retrait-gonflement des sols argileux de Sousmoulins.

Les mouvements de terrains susceptibles de se produire sur la commune sont des tassements différentiels.
Le retrait-gonflement des sols argileux est susceptible d'engendrer des dommages importants aux bâtiments en cas d’alternance de périodes de sécheresse et de pluie. 79,6 % de la superficie communale est en aléa moyen ou fort (54,2 % au niveau départemental et 48,5 % au niveau national). Sur les 128 bâtiments dénombrés sur la commune en 2019,  113 sont en aléa moyen ou fort, soit 88 %, à comparer aux 57 % au niveau départemental et 54 % au niveau national. Une cartographie de l'exposition du territoire national au retrait gonflement des sols argileux est disponible sur le site du BRGM,.
Par ailleurs, afin de mieux appréhender le risque d’affaissement de terrain, l'inventaire national des cavités souterraines permet de localiser celles situées sur la commune.
Concernant les mouvements de terrains, la commune a été reconnue en état de catastrophe naturelle au titre des dommages causés par la sécheresse en 2003 et 2011 et par des mouvements de terrain en 1999 et 2010.

#### Risques technologiques
Le risque de transport de matières dangereuses sur la commune est lié à sa traversée par une ou des infrastructures routières ou ferroviaires importantes ou la présence d'une canalisation de transport d'hydrocarbures. Un accident se produisant sur de telles infrastructures est susceptible d’avoir des effets graves sur les biens, les personnes ou l'environnement, selon la nature du matériau transporté. Des dispositions d’urbanisme peuvent être préconisées en conséquence.

## Toponymie
La commune de Sousmoulins doit son nom à la situation de son bourg : autrefois de nombreux moulins à vent étaient construits sur les sommets des coteaux l'entourant[réf. nécessaire].

## Histoire

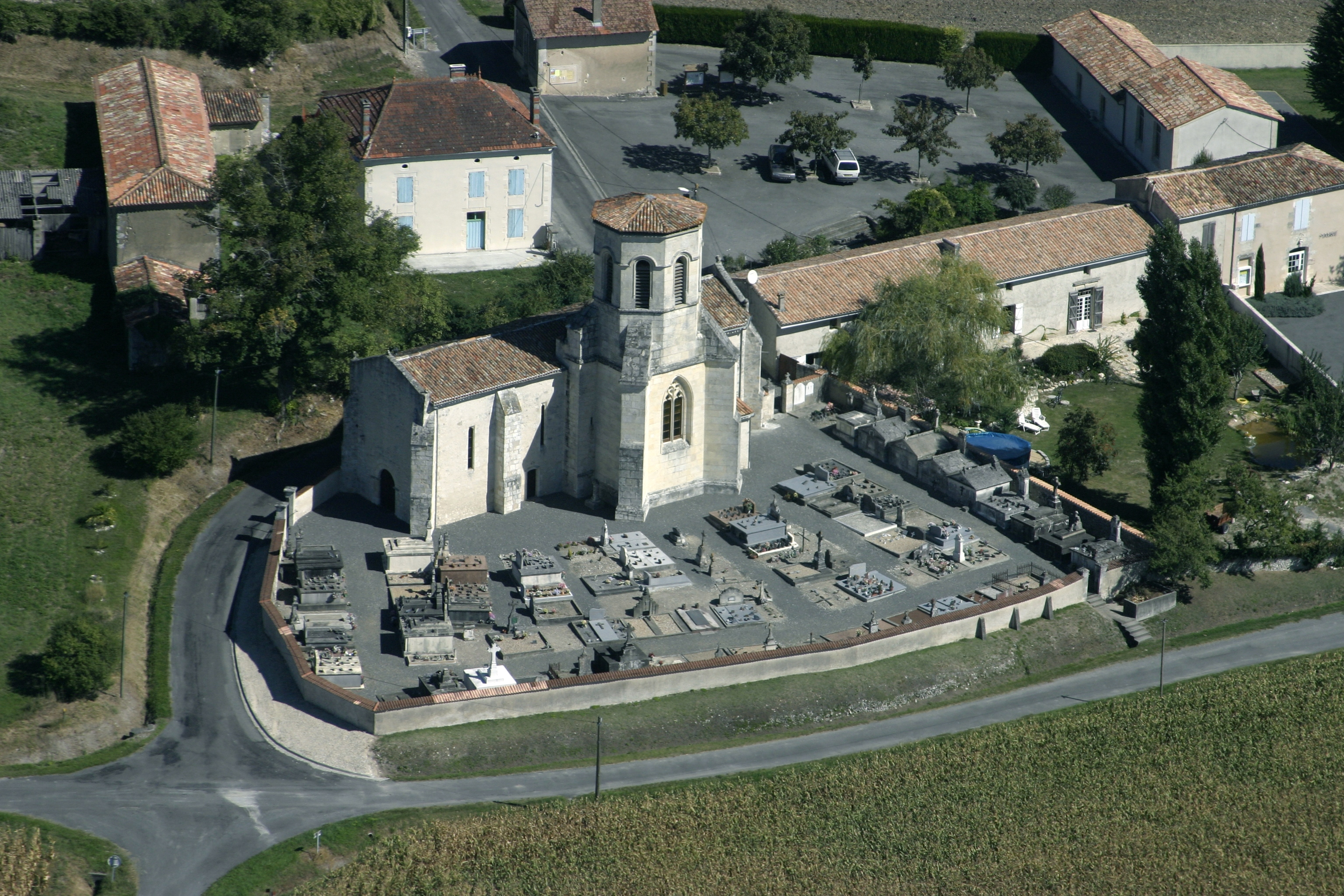
Vue aérienne de l'église entourée de son cimetière.

La construction de l'église de Sousmoulins, en pierre de taille calcaire, a probablement été commencée vers 1100 et parachevée sous le Duc d'Aquitaine, Guillaume X, jusqu’à sa mort en l'an 1137.
Sous le règne du roi Louis IX, des travaux d'agrandissement eurent lieu, dont le grand portail de l'église actuelle, érigé en l'an 1241. L'église et les bâtiments alentour avaient été placés sous la surveillance du noble chevalier de La Touche, seigneur de la paroisse voisine de Jussas et au devoir spirituel du Prieur Fouchier, recteur de la maison conventuelle de "Seu-Molins".
Pendant les guerres de religion, les bâtiments conventuels et une partie de l'église furent incendiés et la voûte mise à bas en l'an 1574, les catholiques ayant déjà dû quitter la paroisse depuis l'an 1560, tombée au pouvoir des calvinistes. L'église fut réparée, et un presbytère la desservant reconstruit, du mois d'octobre 1751 à mars 1752.

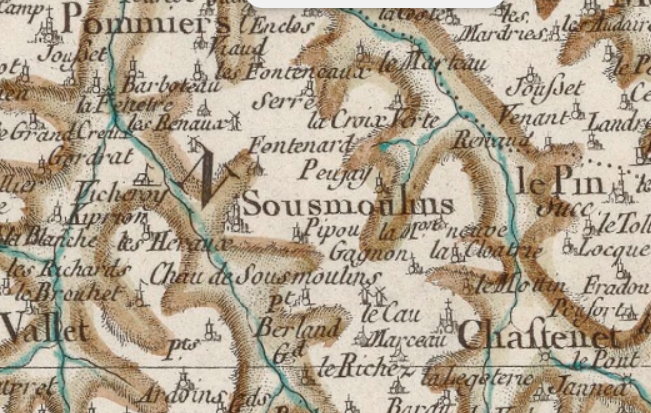
Extrait de la carte de Cassini datant de la deuxième moitié du XVIIIe siècle, où l'on peut voir le logis indiqué par la mention "Chau de Sousmoulins", sur la colline de gauche

La paroisse rurale, essentiellement agricole, a été, en 1789, le théâtre de l'attaque du logis seigneurial de Sousmoulins.  Cet épisode a été attesté par le seigneur lui-même qui l'a relaté dans un document écrit, conservé aux Archives nationales. Les paysans, laboureurs et autres meuniers de la commune se sont rassemblés, au nombre d'environ 300 et ont séquestré et malmené leur seigneur durant une journée dans son logis, afin qu'il renonce à ses privilèges. Par la suite, il s'exila en Angleterre où il est décédé. Son logis a été détruit et il n'en reste plus qu'une trace visible grâce aux photos prises par satellite.
La Révolution ayant fait subir de nombreux outrages aux édifices religieux de Sousmoulins, l'église se trouvait dans un état pitoyable tout au long du XIXe siècle.

## Héraldique
« D'or, à un aigle à deux têtes, de sable, les ailes déployées. »[réf. nécessaire]

## Administration

### Liste des maires

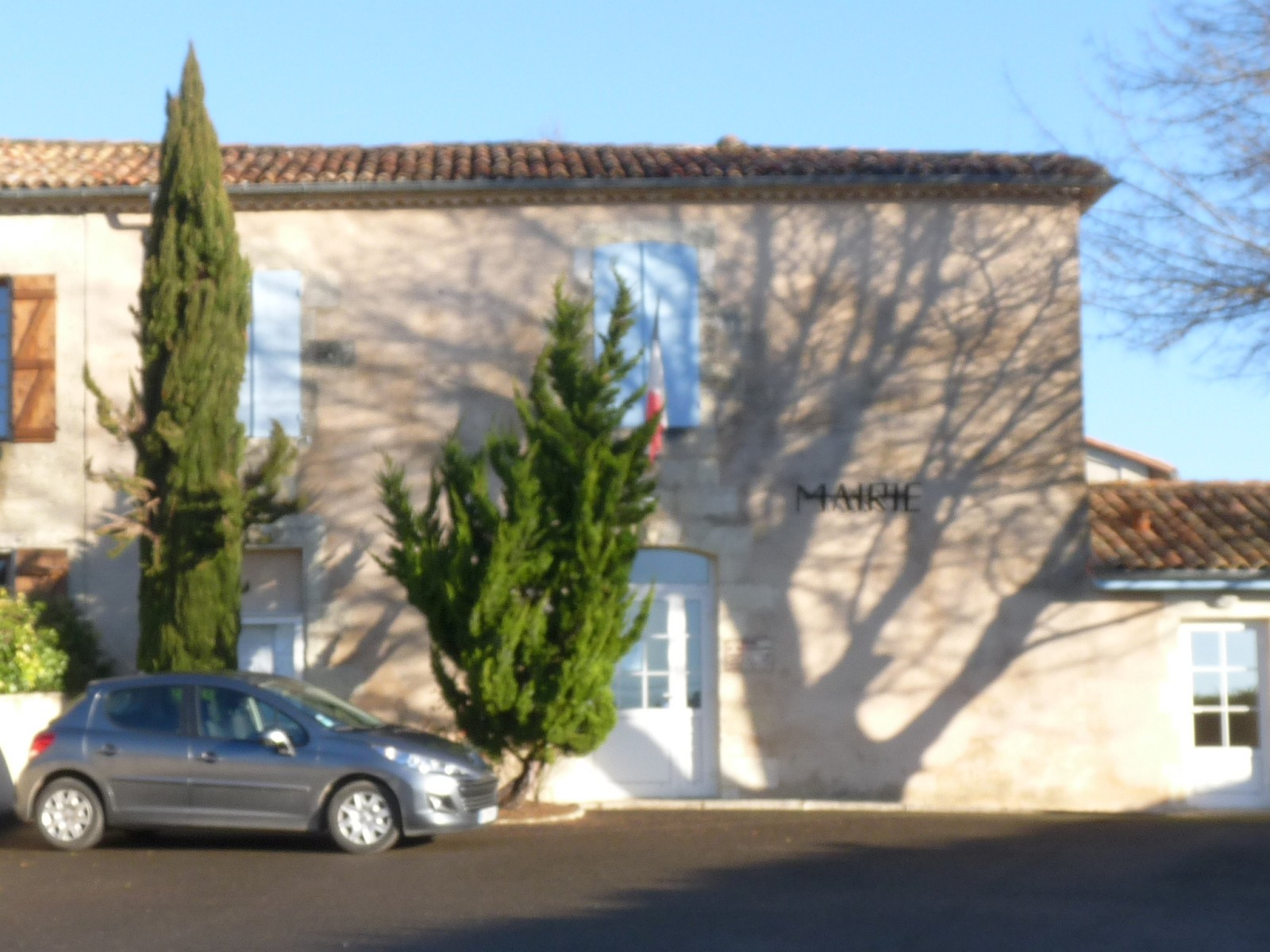
La mairie.

| Période                                  | Période | Identité                    | Étiquette | Qualité                    |
| ---------------------------------------- | ------- | --------------------------- | --------- | -------------------------- |
| 1790                                     | 1791    | Pierre Glemet               |           |                            |
| 1791                                     | 1800    | François Heraud             |           |                            |
| 1800                                     | 1808    | Pierre Robert               |           |                            |
| 1808                                     | 1811    | Pierre Labrousse            |           |                            |
| 1811                                     | 1824    | Pierre Broussard-Lagarlière |           |                            |
| 1824                                     | 1830    | Christophe Decrugy          |           |                            |
| 1830                                     | 1832    | Pierre Furet                |           |                            |
| 1832                                     | 1835    | Pierre Geay                 |           |                            |
| 1835                                     | 1837    | Jean Noble                  |           |                            |
| 1837                                     | 1843    | Jean Verdier                |           |                            |
| 1843                                     | 1848    | Pierre Furet                |           |                            |
| 1848                                     | 1855    | Jean Martinaud              |           |                            |
| 1855                                     | 1860    | Pierre Robert               |           |                            |
| 1860                                     | 1866    | Jacques Geay                |           |                            |
| 1866                                     | 1881    | Jean Brousset               |           |                            |
| 1881                                     | 1886    | Hypolite Prévaudeau         |           |                            |
| 1886                                     | 1888    | Jean Geay                   |           |                            |
| 1888                                     | 1912    | Philippe Hillairet          |           |                            |
| 1912                                     | 1925    | ? Ménard                    |           |                            |
| 1925                                     | 1953    | Désir Labrousse             |           |                            |
| 1953                                     | 1977    | Emmanuel Motard             |           |                            |
| 1977                                     | 1983    | Guy Godet                   |           |                            |
| 1983                                     | 2014    | Moïse Piveteau              | SE        | Retraité                   |
| 2014                                     | 2020    | Jean-Claude Doussin         | DVG       | Retraité de l'enseignement |
| 2020                                     |         | Lionel Bonin                |           |                            |
| Les données manquantes sont à compléter. |         |                             |           |                            |

## Démographie

### Évolution démographique
L'évolution du nombre d'habitants est connue à travers les recensements de la population effectués dans la commune depuis 1793. Pour les communes de moins de 10 000 habitants, une enquête de recensement portant sur toute la population est réalisée tous les cinq ans, les populations de référence des années intermédiaires étant quant à elles estimées par interpolation ou extrapolation. Pour la commune, le premier recensement exhaustif entrant dans le cadre du nouveau dispositif a été réalisé en 2008.

En 2022, la commune comptait 214 habitants, en évolution de −3,17 % par rapport à 2016 (Charente-Maritime : +4,04 %, France hors Mayotte : +2,11 %).
| 1793 | 1800 | 1806 | 1821 | 1831 | 1836 | 1841 | 1846 | 1851 |
| ---- | ---- | ---- | ---- | ---- | ---- | ---- | ---- | ---- |
| 604  | 555  | 545  | 644  | 652  | 626  | 615  | 626  | 586  |

| 1856 | 1861 | 1866 | 1872 | 1876 | 1881 | 1886 | 1891 | 1896 |
| ---- | ---- | ---- | ---- | ---- | ---- | ---- | ---- | ---- |
| 555  | 524  | 520  | 512  | 513  | 513  | 477  | 423  | 415  |

| 1901 | 1906 | 1911 | 1921 | 1926 | 1931 | 1936 | 1946 | 1954 |
| ---- | ---- | ---- | ---- | ---- | ---- | ---- | ---- | ---- |
| 430  | 401  | 388  | 333  | 321  | 320  | 298  | 318  | 286  |

| 1962 | 1968 | 1975 | 1982 | 1990 | 1999 | 2006 | 2008 | 2013 |
| ---- | ---- | ---- | ---- | ---- | ---- | ---- | ---- | ---- |
| 261  | 237  | 227  | 208  | 196  | 189  | 207  | 212  | 214  |

| 2018 | 2022 | - | - | - | - | - | - | - |
| ---- | ---- | - | - | - | - | - | - | - |
| 217  | 214  | - | - | - | - | - | - | - |

## Équipements, services et vie locale

### Enseignement

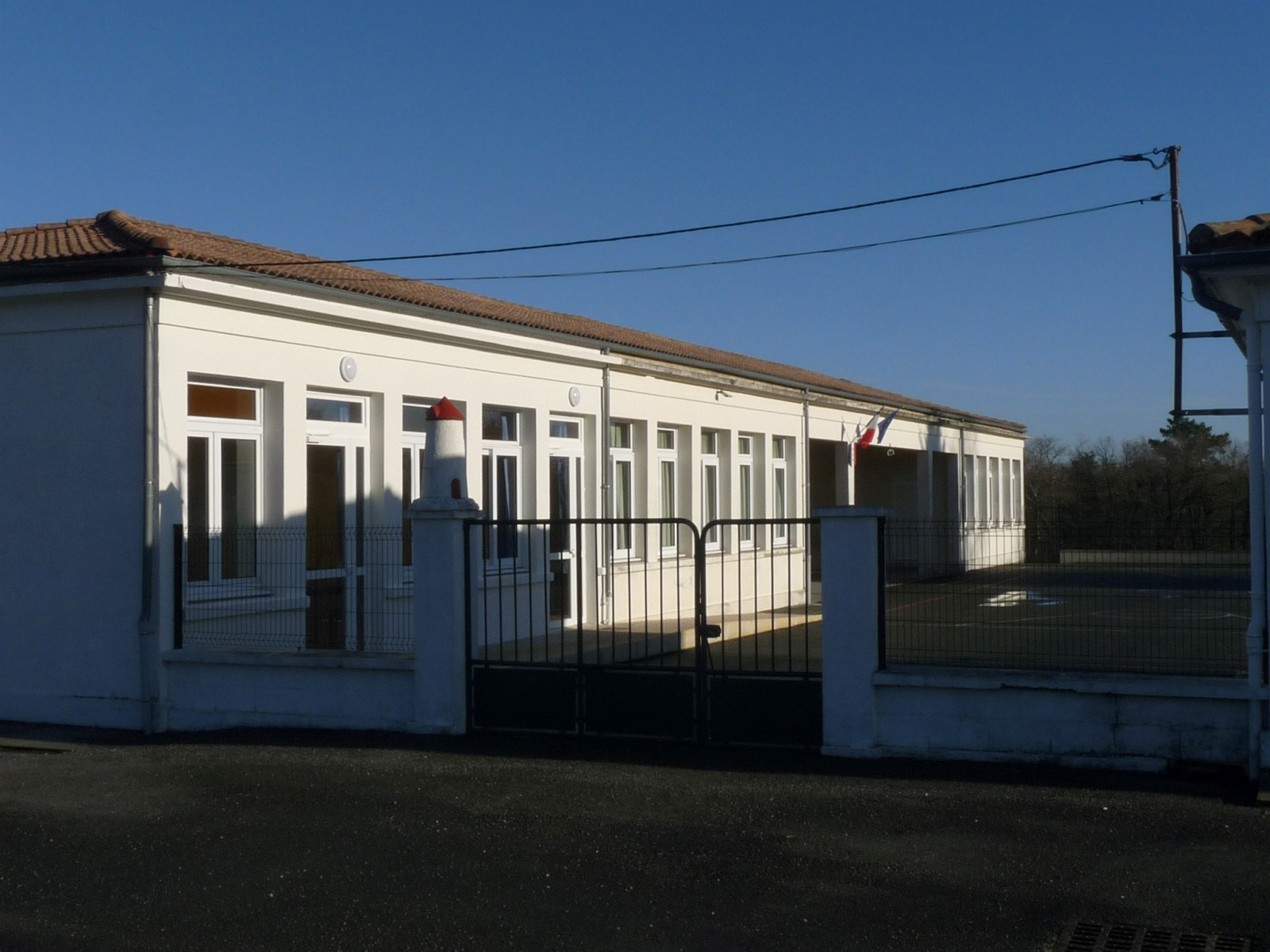
L'école communale.

L'école publique de Sousmoulins occupe le presbytère à partir du 8 décembre 1796 jusqu'en 1816. Une école libre de filles et une autre de garçons fonctionnent ensuite, dirigées par des instituteurs libres ou des sœurs, mais on ne connait pas leurs dates d'existence car l'école erre dans différents locaux. Ce n'est qu'en 1892 que la commune est autorisée par un décret à utiliser les dépendances du presbytère pour la construction d'une école mixte et d'une mairie. L'actuelle salle polyvalente accueille alors l'école.
En septembre 1959, une école de 2 classes et un logement de maîtres sont construits au lieu-dit La Croix-Rouge, c'est l'école communale actuelle.

## Lieux et monuments
L'église paroissiale Notre-Dame, dont les origines remontent au XIe siècle, est dotée d'un clocher octogonal, caractéristique architecturale rare qu'elle partage avec l'église de Rouffignac, à 10 km à l'ouest ; à l'intérieur, on peut y admirer quatre peintures monumentales sur bois qui ont été restaurées et classées monument historique au titre objet depuis 1976. De 1955 à 1962, sur l'initiative de Mlle Peyrat, institutrice à Sousmoulins de 1926 à 1963, avec l'aide du conseil municipal, l'église a été complètement restaurée intérieurement, y compris le mobilier qui tombait en ruine. Ce travail considérable a été achevé par l'extérieur au mois de janvier 1966, comprenant la remise en état du clocher, la jonction des pierres ainsi que le pavement.
Non loin de là, en remontant la colline en direction du village de Pipou, on rencontre une fontaine naturelle composée de deux sources à l'eau réputée bonne, curative, voire miraculeuse... Au milieu du XXe siècle, des pèlerinages et cérémonies religieuses y étaient encore organisés.
Aux alentours de La Croix-Rouge, sur la route de Moulons on peut trouver le dernier moulin à vent de la commune rénové en 2010. Construit dans les toutes premières années de 1800, le moulin à vent de chez Renaud a fonctionné durant de nombreuses décennies. Puis, il fut livré à lui-même puisqu'en 1954, lors d'une grande tempête, le toit du moulin s'envola.